# Grégoire Desaunays
René Gabriel Félix Grégoire Desaunays dit aussi « René Desaulnays » et « l'abbé Desaunays », né à Belle-Isle-en-Terre ou à Quintin vers 1732 et mort à Lannion le 14 janvier 1811, est un bibliothécaire français.

## Biographie
Fils du négociant en toiles René-Grégoire Desaunays, gérant des biens de la famille Le Peletier de Rosambo en Bretagne, l'abbé Desaunays fut appelé, à peine entré dans les ordres, par Malesherbes, lié aux Rosambo, à Paris où il succéda à l’ancienne charge de l'abbé Clément en 1775 comme garde et conservateur du département des imprimés de la Bibliothèque du roi. 
Il est l'un des acteurs principaux dans l'acquisition, pour l'État, d'une partie de la bibliothèque du duc de La Vallière vendue à partir de décembre 1783 : c'est ensuite lui qui recruta Joseph Van Praet.
Incarcéré après avoir été dénoncé en décembre 1793, la fin de la Terreur lui rend la liberté, et il vient habiter Lannion, où il demeure chez un frère qui avait été enfermé comme lui dans les cachots révolutionnaires. Là, il vit dans la retraite et l’étude jusqu’à sa mort. Aussi modeste que savant, Desaunays, qui s’appliquait surtout à l’histoire naturelle, n’a rien publié, mais sa famille a conservé ses manuscrits.
Une rue de Lannion porte son nom (« rue Grégoire Desaunays »).